# Aborto en Islandia
El aborto en Islandia ha sido legal en circunstancias médicas y sociales concretas desde 22 de mayo de 1975. El índice de aborto en Islandia es relativamente alto en comparación a otros países nórdicos.

## Legislación
El aborto en Islandia fue legalizado en una serie de motivos el 22 de mayo de 1975. A pesar de que la ley no permite realizar abortos a petición,  están permitidos en varias circunstancias médicas y sociales. Médicamente, un aborto es lícito si el embarazo amenaza la salud física o mental de una mujer, si el feto tiene un serio defecto congénito, o si la mujer es considerada incapaz de hacerse cargo de su hijo debido a su edad o incapacidad mental. Los motivos sociales para realizar el aborto incluyen: si el embarazo es resultado de una violación o incesto; si la mujer ha tenido ya varios niños con solo breves periodos entre embarazos; si la mujer vive en una situación familiar particularmente difícil; o si la mala salud de la mujer o su pareja impide que puedan hacerse cargo de su hijo.
El aborto es legal solamente si es realizado dentro de las primeras 16 semanas de embarazo, a no ser que el embarazo ponga en riesgo la salud de la mujer o el feto tenga una deformidad grave. Todas las mujeres islandesas que se someten a abortos deben recibir asesoramiento antes y después del procedimiento, incluida la educación sobre el uso de anticonceptivos.
La ejecución de un aborto ilegal conlleva una sentencia de entre cinco y siete años de prisión.

## Estadísticas
Un estudio publicado en 2003 encontró que durante el periodo desde 1976 al 1999 el índice de aborto en Islandia aumentó en 133%, aumentando de 9.4 abortos por cada 1000 mujeres a 21.9 por cada 1000 mujeres, con los índices regionales más altos en el área de Reikiavik. Los autores notaron que el índice de aborto de Islandia era más alto que en cualquiera de los otros países nórdicos, una tendencia qué  atribuyeron a la limitada educación sexual, la iniciación temprana de la actividad sexual y un uso menos eficaz de métodos anticonceptivos en Islandia.
A partir de 2010, el índice de aborto en Islandia era de 14.5 abortos por cada 1000 mujeres entre los 15 y 44 años.